# The Köln Concert
Ne doit pas être confondu avec Concerto Köln.
Albums de Keith Jarrett
Backhand
(1974) Mysteries
(1975)
The Köln Concert (en français : Le concert de Cologne) est un album du pianiste de jazz américain Keith Jarrett, publié en 1975 chez ECM.
The Köln Concert est l'enregistrement d'un concert entièrement improvisé donné par le pianiste à l'Opéra de Cologne. Il s'agit de l'album le plus connu et reconnu de Jarrett, ainsi qu'un album important dans l'histoire du jazz. Avec à peu près 4 millions d'exemplaires, c'est l'album de jazz en solo qui s'est le mieux vendu, ainsi que l'album de piano qui s'est le mieux vendu.

## Historique
À partir de 1973, Keith Jarrett entame une tournée européenne. Le 24 janvier 1975, il est programmé à l'Opéra de Cologne, en Allemagne.
Keith Jarrett, alors âgé de 29 ans, est ce soir-là dans un très mauvais état d'esprit, fatigué de sa tournée, en manque de sommeil. De plus, le Bösendorfer model Imperial 290, un des meilleurs pianos de concert, n'est pas disponible, à cause d'une grève, et le pianiste est réduit à jouer sur un piano d'étude fatigué,. Jarrett, en particulier, n'aime pas le son dans les extrêmes, raison pour laquelle il jouera surtout dans le registre medium et grave,. Vera Brandes, l'organisatrice du concert, réussit à le convaincre de maintenir le concert.

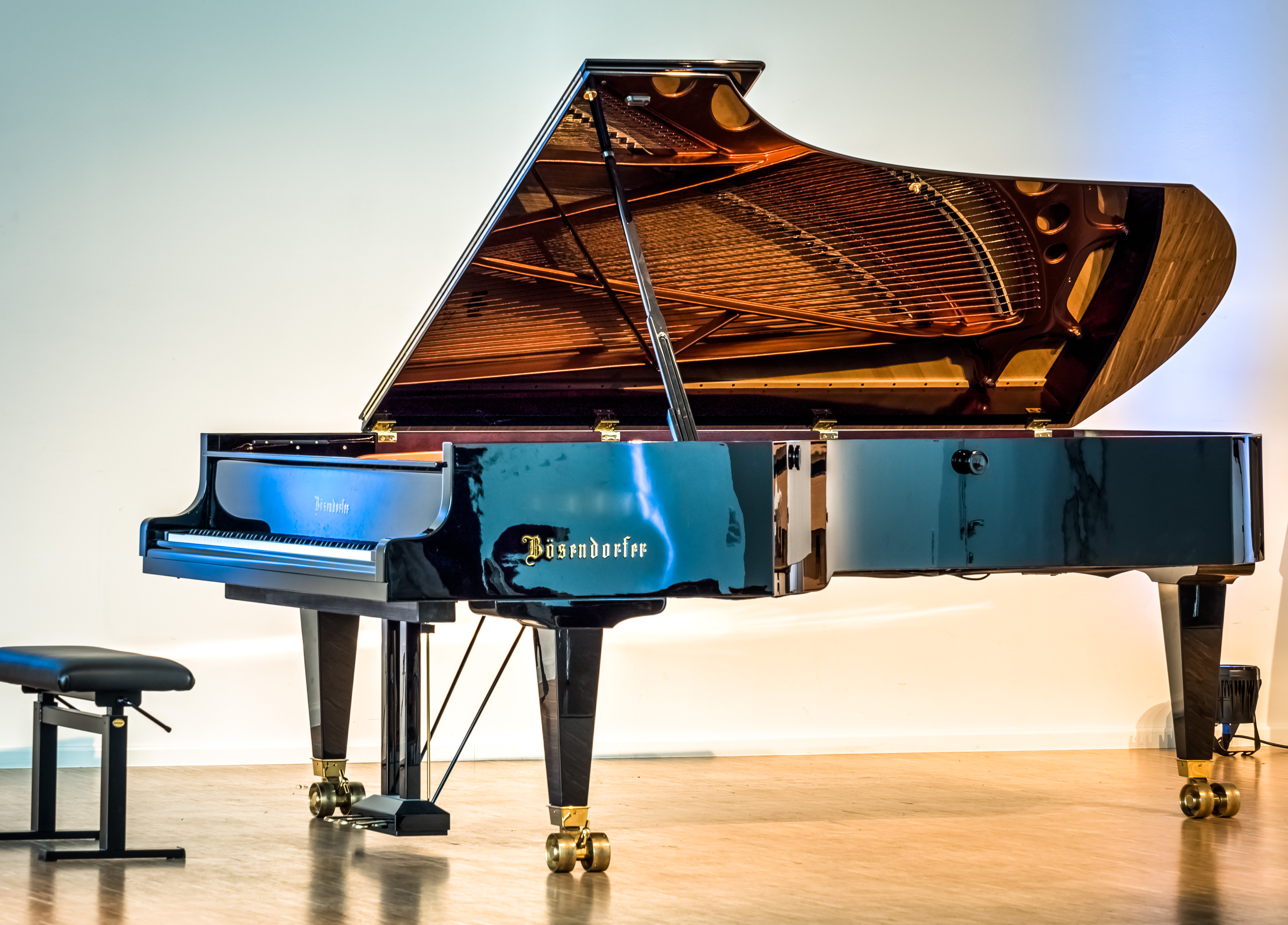
Un Bösendorfer Imperial, comme aurait aimé avoir Keith Jarrett.

Le soir venu, il démarre le concert, à la surprise générale, avec les premières notes de la sonnerie de rappel de la salle de Cologne,. Un article du journal allemand Die Welt réfute cette idée en indiquant que ce motif musical n'a jamais été utilisé par l'opéra de Cologne et qu'il s'agirait plutôt de la toute fin de la mélodie de la chanson "Le Fidèle Hussard" jouée par le carillon de la maison 4711 située non loin de l'opéra, un thème musical que Keith Jarrett a dû entendre juste avant de monter sur scène. Passé un moment d'étonnement amusé, la salle, comble, se laisse prendre par l'improvisation autour de ce thème et Jarrett enregistre l'un de ses concerts les plus importants.
La production de l'album est difficile, notamment à cause de la mauvaise qualité du piano. Le producteur Manfred Eicher et l'ingénieur du son Martin Wieland passent plusieurs jours aux studios Bauer pour améliorer la qualité des bandes.
Très grand succès populaire, cet album ouvre les portes du jazz à un public qui n'y est pas habitué.

## À propos de la musique
« Quand on entend, les rumeurs du public, Keith Jarrett chanter par-dessus la ligne mélodique du piano et métamorphoser progressivement un thème et son accompagnement hypnotique, on a l’impression d’être dans la salle de concert mais aussi dans la tête du pianiste. On assiste à la naissance d’une œuvre, on effleure du doigt le mystère de la création. »

— Max Dozolme
Au moment de la sortie du Köln Concert, le monde du jazz est alors en pleine vague de jazz fusion et de free jazz. Jarrett, avec un simple piano acoustique, apporte de la simplicité, du lyrisme, ainsi qu'une approche de l'improvisation révolutionnaire.
Jarrett base son improvisation sur de petits motifs, un jeu rythmique et des ostinatos. À cause des limitations du piano, Jarrett se concentre sur le registre medium, et compense les faiblesses dans le grave par des figures rythmiques répétitives.
Pour certains critiques, on trouve dans l'approche de Jarret l'influence de Peace Piece, morceau entièrement improvisé sur un ostinato par Bill Evans, publié sur l'album Everybody Digs Bill Evans (1959).

## Liste des morceaux
Le concert original était composé de deux mouvements d'environ 30 minutes chacun; plus un rappel de 7 minutes qui furent pour l'enregistrement discographique décomposés en quatre mouvements individuels :
| No | Titre                           | Durée |
| -- | ------------------------------- | ----- |
| 1. | Köln, January 24, 1975 Part I   | 26:02 |
| 2. | Köln, January 24, 1975 Part IIa | 14:54 |
| 3. | Köln, January 24, 1975 Part IIb | 18:13 |
| 4. | Köln, January 24, 1975 Part IIc | 6:59  |

Le dernier mouvement Part IIc correspond au rappel du concert. Il s'agit d'une réinterprétation d'une composition de Keith Jarrett, Memories of Tomorrow, que l'on peut entendre lors d'un concert en trio avec Gus Nemeth (contrebasse) et Paul Motian (percussions) donné à Oslo en décembre 1969 et diffusé en 1972 sur la chaîne de télévision publique norvégienne NRK1.

## Ventes
Il s'agit de l'un des disques de jazz les plus vendus au monde et de l'album de piano solo, quel que soit le genre, le plus couronné de succès de tous les temps, avec ses 3,5 millions d'exemplaires vendus.

## Postérité
En 1993, Nanni Moretti utilise la mélodie de la première partie du concert dans son film Journal intime.
En 2006, le pianiste polonais Tomasz Trzcinski enregistre une nouvelle interprétation du Köln Concert sur l'album Blue Mountains. Le pianiste canadien John Roney réinterprète à sa façon le Köln Concert en 2015.
L'album reçoit, en 2011, le Grammy Hall of Fame Award.
Pour les 50 ans de l'enregistrement du Köln Concert en 2025, de nombreux hommages sont prévus. Ainsi, un film allemand intitulé Köln 75, réalisé par Ido Fluk, raconte l'histoire de ce concert. Il sera présenté en avant-première à la Berlinale 2025. Vera Brandes est jouée par Mala Emde, Keith Jarrett par John Magaro et Manfred Eicher par Alexander Scheer. Köln Tracks, un documentaire français de Vincent Duceau, dont la sortie est prévue en 2025, enquête sur le piano utilisé par Keith Jarrett durant ce concert. Une bande dessinée adaptée du documentaire est aussi en cours de préparation.
En France, deux concerts reprenant le Köln Concert sont donnés le 24 janvier 2025, jour anniversaire de l’enregistrement, par François Mardirossian à la chapelle de la Trinité de Lyon, et par Melaine Dalibert à l’Opéra de Rennes, dans le cadre du festival Autres Mesures.